# Skoki narciarskie na Zimowej Uniwersjadzie 2009
Skoki narciarskie na Zimowej Uniwersjadzie 2009 – zawody w skokach narciarskich, które przeprowadzane były w dniach 21–25 lutego w kompleksie Dragon Hill w chińskiej miejscowości Yabuli, w ramach Zimowej Uniwersjady 2009.
Na skoczni normalnej indywidualnie najlepsi byli Japonka Misaki Shigeno wśród kobiet i Koreańczyk Kim Hyun-ki u mężczyzn, a w rywalizacji drużynowej zwyciężyła reprezentacja Korei Południowej.
Na obiekcie dużym złoty medal zdobył Austriak David Unterberger.
W klasyfikacji medalowej rywalizacji skoczków narciarskich zwyciężyła Korea Południowa (2-1-1) przed Austrią (1-1-1) i Japonią (1-1-0). Medale zdobywały również Polska (0-1-0) oraz Niemcy i Chiny (0-0-1).
Skoki narciarskie na zimowej uniwersjadzie odbyły się po raz 23. w historii.

## Medaliści

### Kobiety
| Konkurs                        | Złoto          | Srebro         | Brąz        |
| ------------------------------ | -------------- | -------------- | ----------- |
| indywidualny skocznia normalna | Misaki Shigeno | Natsuka Sawaya | Li Zhenhuan |

### Mężczyźni
| Konkurs                        | Złoto                                                               | Srebro                                                              | Brąz                                                            |
| ------------------------------ | ------------------------------------------------------------------- | ------------------------------------------------------------------- | --------------------------------------------------------------- |
| indywidualny skocznia normalna | Kim Hyun-ki                                                         | Marcin Bachleda                                                     | Bastian Kaltenböck                                              |
| indywidualny skocznia duża     | David Unterberger                                                   | Kim Hyun-ki                                                         | Choi Heung-chul                                                 |
| drużynowy skocznia normalna    | Korea Południowa 1. Choi Heung-chul 2. Choi Yong-jik 3. Kim Hyun-ki | Austria 1. Bastian Kaltenböck 2. David Unterberger 3. Stefan Kaiser | Niemcy 1. Florian Schillinger 2. Nico Faller 3. Jörg Ritzerfeld |

## Wyniki

### Kobiety

#### Konkurs indywidualny kobiet na skoczni normalnej (21.02.2009)
Źródło:
| M  | Zawodnik       | Reprezentacja | Seria 1 | Seria 1 | Seria 2 | Seria 2 | Wynik punktowy |
| M  | Zawodnik       | Reprezentacja | Skok    | Nota    | Skok    | Nota    | Wynik punktowy |
| -- | -------------- | ------------- | ------- | ------- | ------- | ------- | -------------- |
| 1. | Misaki Shigeno | Japonia       | 85,0 m  | 102,0   | 82,5 m  | 96,5    | 198,5          |
| 2. | Natsuka Sawaya | Japonia       | 83,0 m  | 94,5    | 82,5 m  | 94,0    | 188,5          |
| 3. | Li Zhenhuan    | Chiny         | 70,5 m  | 66,0    | 65,0 m  | 53,0    | 119,0          |
| 4. | Cui Linlin     | Chiny         | 67,5 m  | 58,0    | 65,0 m  | 51,0    | 109,0          |
| 5. | Ji Min         | Chiny         | 56,5 m  | 33,5    | 58,0 m  | 36,5    | 70,0           |
| 6. | Ma Yunshan     | Chiny         | 45,5 m  | 10,0    | 44,0 m  | DSQ     | 10,0           |
| –  | Zhou Yanyan    | Chiny         | 49,5 m  | DSQ     | 44,5 m  | DSQ     | 0,0            |

### Mężczyźni

#### Konkurs indywidualny mężczyzn na skoczni normalnej (21.02.2009)
Źródło:
| M   | Zawodnik             | Reprezentacja    | Seria 1 | Seria 1 | Seria 2 | Seria 2 | Wynik punktowy |
| M   | Zawodnik             | Reprezentacja    | Skok    | Nota    | Skok    | Nota    | Wynik punktowy |
| --- | -------------------- | ---------------- | ------- | ------- | ------- | ------- | -------------- |
| 1.  | Kim Hyun-ki          | Korea Południowa | 99,5 m  | 136,0   | 94,5 m  | 125,0   | 261,0          |
| 2.  | Marcin Bachleda      | Polska           | 97,0 m  | 129,0   | 96,5 m  | 128,5   | 257,5          |
| 3.  | Bastian Kaltenböck   | Austria          | 97,0 m  | 129,5   | 93,0 m  | 121,5   | 251,0          |
| 4.  | Choi Yong-jik        | Korea Południowa | 96,5 m  | 129,0   | 93,0 m  | 121,0   | 250,0          |
| 5.  | David Unterberger    | Austria          | 94,0 m  | 122,0   | 95,5 m  | 125,0   | 247,0          |
| 6.  | Jörg Ritzerfeld      | Niemcy           | 96,0 m  | 127,5   | 91,0 m  | 116,0   | 243,5          |
| 7.  | Shūji Endō           | Japonia          | 94,5 m  | 124,5   | 88,0 m  | 110,0   | 234,5          |
| 8.  | Nico Faller          | Niemcy           | 94,0 m  | 122,5   | 89,0 m  | 110,5   | 233,0          |
| 9.  | Choi Heung-chul      | Korea Południowa | 93,0 m  | 121,0   | 88,5 m  | 111,0   | 232,0          |
| 10. | Stefan Kaiser        | Austria          | 92,5 m  | 120,5   | 87,5 m  | 107,5   | 228,0          |
| 11. | Nicolas Fettner      | Austria          | 95,5 m  | 126,5   | 83,0 m  | 98,5    | 225,0          |
| 12. | Tomoaki Endō         | Japonia          | 93,5 m  | 121,0   | 85,0 m  | 102,5   | 223,5          |
| 13. | Rok Mandl            | Słowenia         | 85,5 m  | 103,0   | 93,0 m  | 120,0   | 223,0          |
| 14. | Aleksiej Wostriecow  | Rosja            | 92,5 m  | 119,0   | 85,0 m  | 102,5   | 221,5          |
| 15. | Siergiej Kożewnikow  | Rosja            | 84,5 m  | 100,0   | 93,0 m  | 120,0   | 220,0          |
| 16. | Pierre Emmanuel Robe | Francja          | 87,5 m  | 107,0   | 87,5 m  | 107,0   | 214,0          |
| 17. | Yūta Funato          | Japonia          | 88,5 m  | 108,5   | 86,5 m  | 105,0   | 213,5          |
| 18. | Tomisław Tajner      | Polska           | 88,0 m  | 107,5   | 86,5 m  | 105,5   | 213,0          |
| 19. | Anton Kaliniczenko   | Rosja            | 86,5 m  | 106,0   | 87,5 m  | 106,0   | 212,0          |
| 20. | Branko Iskra         | Słowenia         | 87,5 m  | 107,0   | 86,0 m  | 104,0   | 211,0          |
| 21. | Tomasz Pochwała      | Polska           | 90,5 m  | 115,0   | 82,5 m  | 95,5    | 210,5          |
| 22. | Sébastien Cala       | Francja          | 87,5 m  | 107,0   | 84,5 m  | 99,0    | 206,0          |
| 23. | Primož Zupan         | Słowenia         | 83,5 m  | 98,0    | 87,5 m  | 107,0   | 205,0          |
| 24. | Jaka Oblak           | Słowenia         | 85,5 m  | 102,0   | 85,0 m  | 101,0   | 203,0          |
| 25. | Kang Chil-ku         | Korea Południowa | 86,5 m  | 104,0   | 83,0 m  | 97,0    | 201,0          |
| 26. | Emil Mulukow         | Rosja            | 84,0 m  | 99,0    | 84,5 m  | 98,5    | 197,5          |
| 27. | Keigo Matsunoo       | Japonia          | 82,5 m  | 96,0    | 84,0 m  | 98,5    | 194,5          |
| 28. | Roman Gornostajew    | Rosja            | 83,0 m  | 97,5    | 80,0 m  | 91,0    | 188,5          |
| 29. | Aleksiej Bujwołow    | Rosja            | 81,0 m  | 92,5    | 79,5 m  | 89,5    | 182,0          |
| 30. | Jarosław Dyśko       | Ukraina          | 78,5 m  | 85,5    | 78,0 m  | 85,5    | 171,0          |
| 31. | Arrigo Della Mea     | Włochy           | 79,0 m  | 87,0    | 77,0 m  | 83,5    | 170,5          |
| 32. | Anton Kankenow       | Kazachstan       | 78,0 m  | 84,0    | 79,5 m  | 85,5    | 169,5          |
| 33. | Xing Chenhui         | Chiny            | 72,5 m  | 70,0    | 72,5 m  | 70,5    | 140,5          |
| 34. | Yang Guang           | Chiny            | 74,5 m  | 77,5    | 64,5 m  | 54,0    | 131,5          |
| 35. | Ihor Sołtowśkyj      | Ukraina          | 71,0 m  | 69,5    | 67,5 m  | 61,0    | 130,5          |
| 36. | Wang Jianxun         | Chiny            | 72,0 m  | 68,5    | 73,5 m  | 51,5    | 120,0          |
| 37. | Nazarij Prokopiuk    | Ukraina          | 67,0 m  | 60,0    | 66,5 m  | 59,0    | 119,0          |
| 38. | Gong Peilin          | Chiny            | 64,0 m  | 51,0    | 62,5 m  | 47,5    | 98,5           |
| 39. | Giennadij Semenow    | Kazachstan       | 62,0 m  | 49,0    | 62,5 m  | 48,5    | 97,5           |

### Mężczyźni

#### Konkurs indywidualny mężczyzn na skoczni dużej (23.02.2009)
Źródło:
| M   | Zawodnik             | Reprezentacja    | Seria 1 | Seria 1 | Seria 2 | Seria 2 | Wynik punktowy |
| M   | Zawodnik             | Reprezentacja    | Skok    | Nota    | Skok    | Nota    | Wynik punktowy |
| --- | -------------------- | ---------------- | ------- | ------- | ------- | ------- | -------------- |
| 1.  | David Unterberger    | Austria          | 125,0 m | 112,5   | 136,0 m | 135,3   | 247,8          |
| 2.  | Kim Hyun-ki          | Korea Południowa | 138,5 m | 140,3   | 120,5 m | 104,4   | 244,7          |
| 3.  | Choi Heung-chul      | Korea Południowa | 134,0 m | 126,7   | 127,0 m | 117,6   | 244,3          |
| 4.  | Jörg Ritzerfeld      | Niemcy           | 138,5 m | 137,8   | 107,0 m | 75,6    | 213,4          |
| 5.  | Bastian Kaltenböck   | Austria          | 115,0 m | 93,5    | 125,5 m | 113,9   | 207,4          |
| 5.  | Yūta Funato          | Japonia          | 128,5 m | 119,3   | 112,0 m | 88,1    | 207,4          |
| 7.  | Stefan Kaiser        | Austria          | 111,5 m | 84,7    | 128,5 m | 119,8   | 204,5          |
| 8.  | Pierre Emmanuel Robe | Francja          | 107,5 m | 77,5    | 129,5 m | 122,6   | 200,1          |
| ... |                      |                  |         |         |         |         |                |